# Woldemar von Beust
Heinrich Woldemar von Beust (* 13. April 1818 in Neuensalz; † 27. Januar 1898 in Dresden) war von 1872 bis 1874 königlich-sächsischer Kreisdirektor und von 1874 bis 1883 Kreishauptmann von Bautzen.

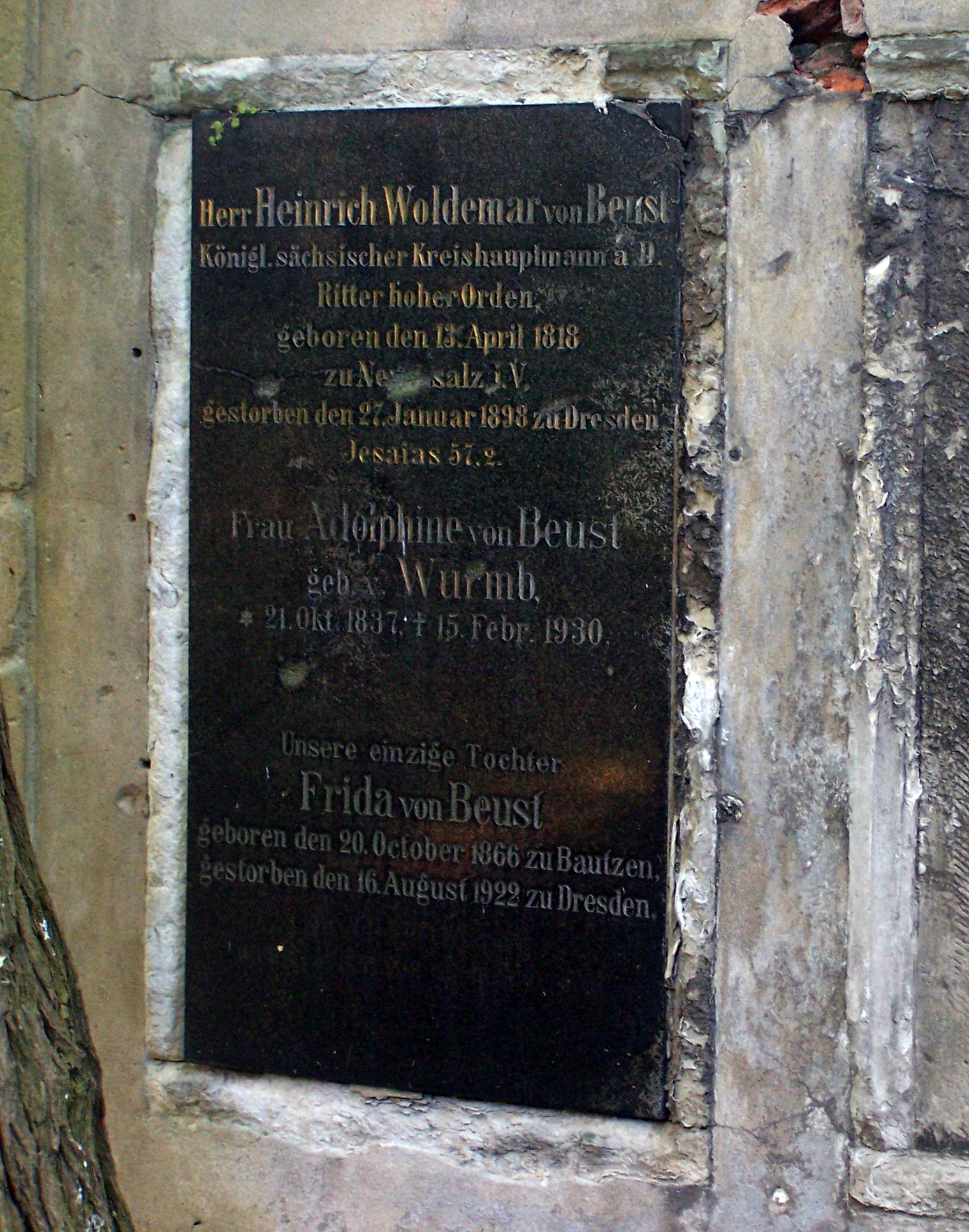
Grab von Woldemar von Beust auf dem Inneren Neustädter Friedhof in Dresden

Woldemar von Beust stammte aus dem altmärkischen Uradelsgeschlecht derer von Beust. Sein Vater war der Amtshauptmann Heinrich von Beust auf Neuensalz und Zobes und der Christiane Charlotte von Carlowitz (1789–1848).
Er heiratete 1864 in Dresden Adolfine von Wurmb, Tochter des königlich sächsischen Oberst Adolph von Wurmb. Aus der Ehe gingen zwei Kinder hervor.
Sein Grab befindet sich auf dem Inneren Neustädter Friedhof in Dresden.